# Remigiuskirche (Altensteigdorf)

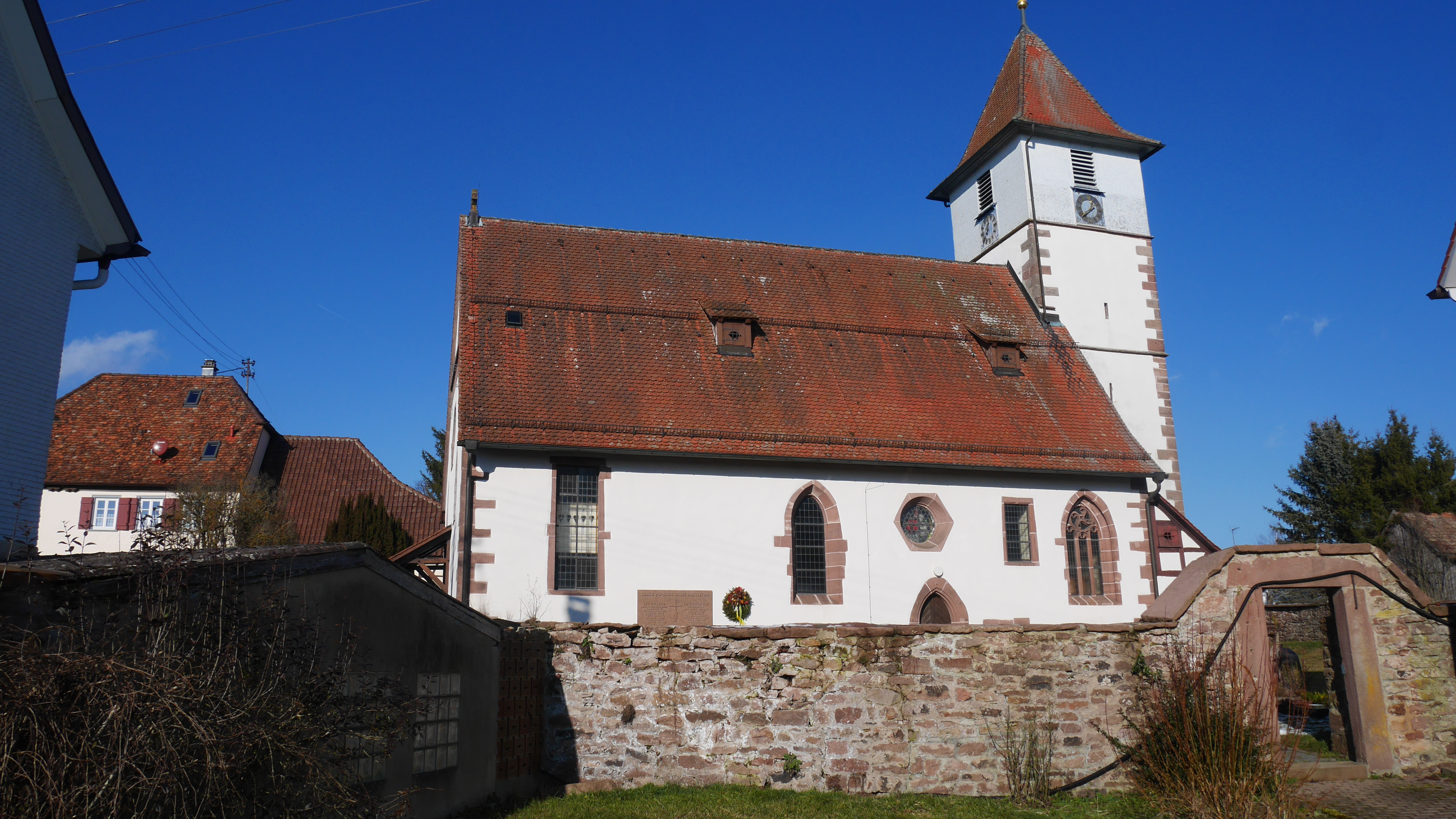
Altensteigdorf, Remigiuskirche, Südansicht mit Mauer

Die evangelische Remigiuskirche in Altensteigdorf, einem Stadtteil von Altensteig im Landkreis Calw in Baden-Württemberg, war ursprünglich dem Patrozinium Unserer Lieben Frau unterstellt. Sie ist ein gotischer Kirchenbau mit romanischem Chorturm aus der Zeit um 1200. Im kreuzrippengewölbten Chor sind Wandmalereien aus dem 13. Jahrhundert erhalten.

## Baugeschichte
In der Hochflächenlage nördlich über dem Nagoldtal ist eine Burg um 1100 erstbezeugt. Die dazugehörige bäuerliche Siedlung gehörte wohl noch dem 10. Jahrhundert an. Altensteigdorf und somit die Kirche sind von Nagold her angelegt. Das Dorf und seine Pfarrei sind vor Altensteig entstanden. Die Kirche trug das Patrozinium des heiligen Bischofs Remigius geweiht, eines fränkischen Heiligen, dem bis ins elfte Jahrhundert viele Kirchen gewidmet wurden. Bis 1717 wurden die Bewohner Altensteigs auf dem Altensteigdorfer Friedhof begraben. Die Kirche wurde 1275 erstmals in schriftlichen Unterlagen genannt. Um 1200 wurde an Stelle der Vorgängerkirchen eine steinerne romanische Chorturmkirche ohne Apsis errichtet. Das einschiffige Langhaus schloss westlich an den Turm an, ein in Schwaben häufig anzutreffender Bautyp. Der Turm ist bis zu einer Höhe von 16 Metern romanisch. Die Ost- und die Nordwand stammen ebenfalls noch aus der Periode. Ein Triumphbogen verbindet den Chor mit dem Langhaus. Heute ist die Symmetrieachse des Langhauses um ungefähr 2 Meter nach Süden verschoben, was einen späteren Umbau vermuten lässt. Ursprünglich war das Schiff 13 Meter lang, heute misst es 20 Meter. Als spätgotische Erweiterung fallen die Spitzbogenfenster mit Maßwerk an der Südostecke des Langhauses auf. 1903 wurde das Langhaus mit größeren Fenstern versehen. Ein neues Dachwerk und eine gotisch verbreiterte Westfront wurden angefügt. Die Nordempore von 1714, der barocke Taufstein von 1697 und das Kruzifix unter dem Triumphbogen blieben erhalten. 1966 und 1992 erfolgten Renovierungen.

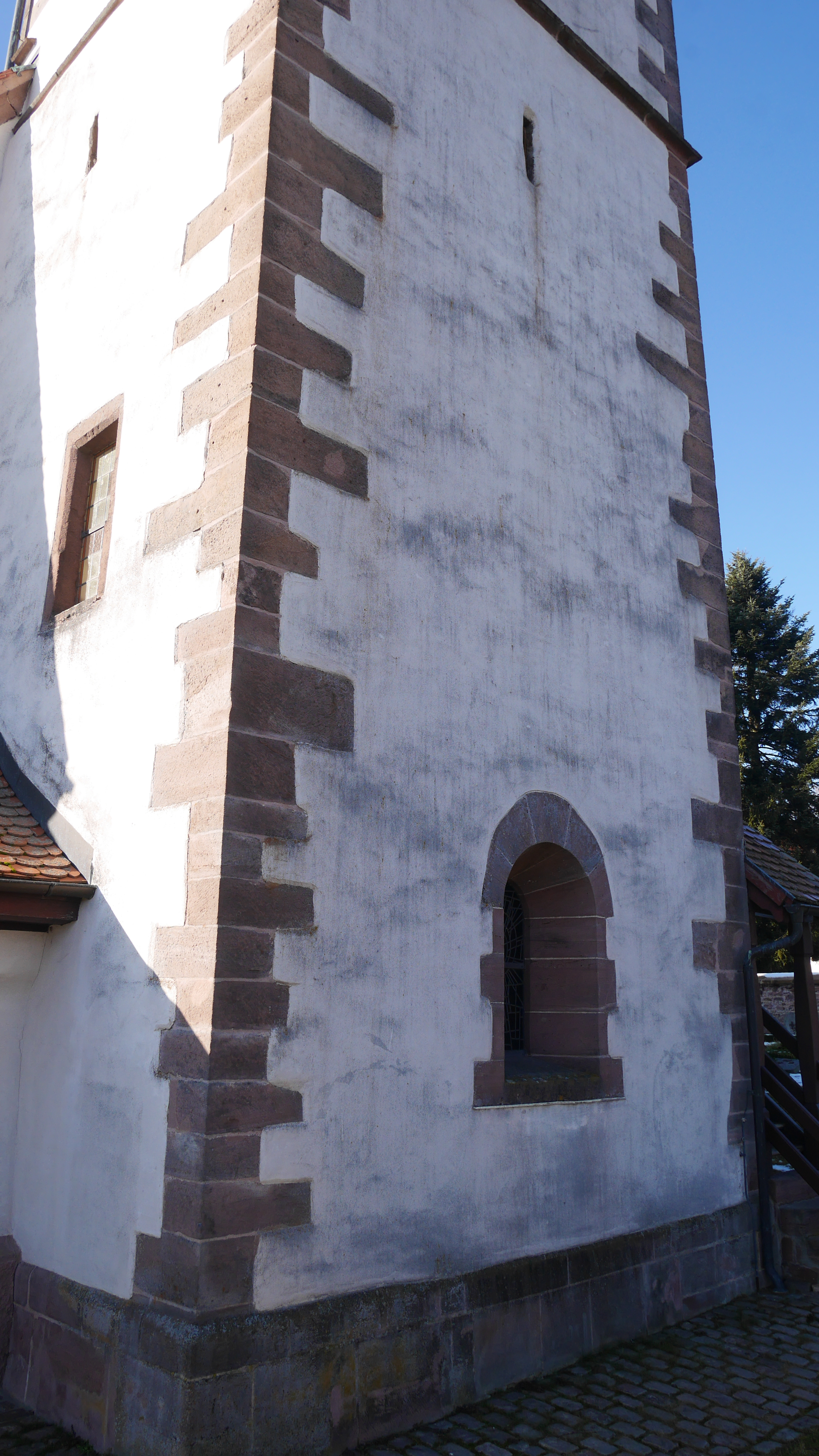
Turm SO
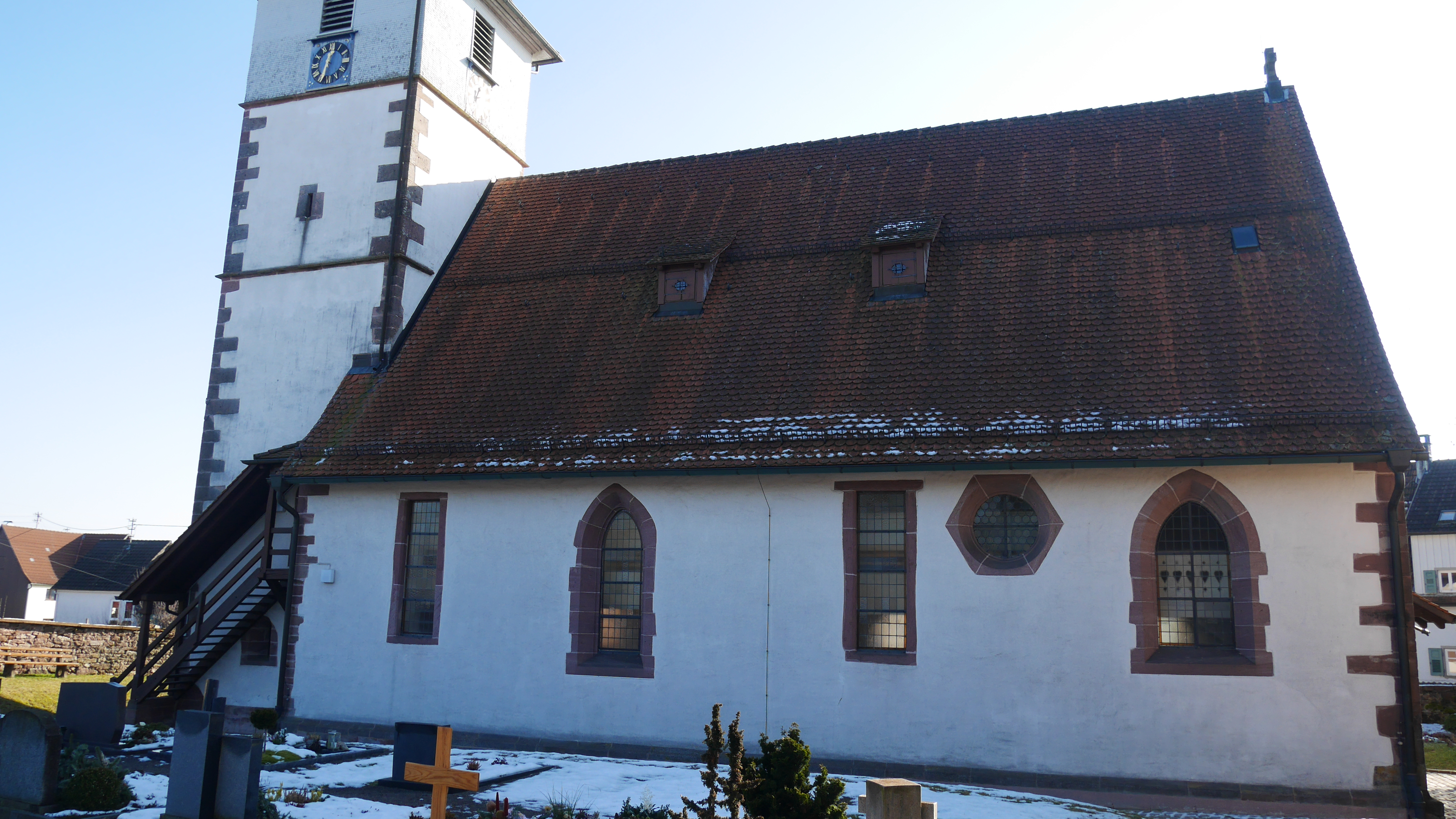
Nordansicht
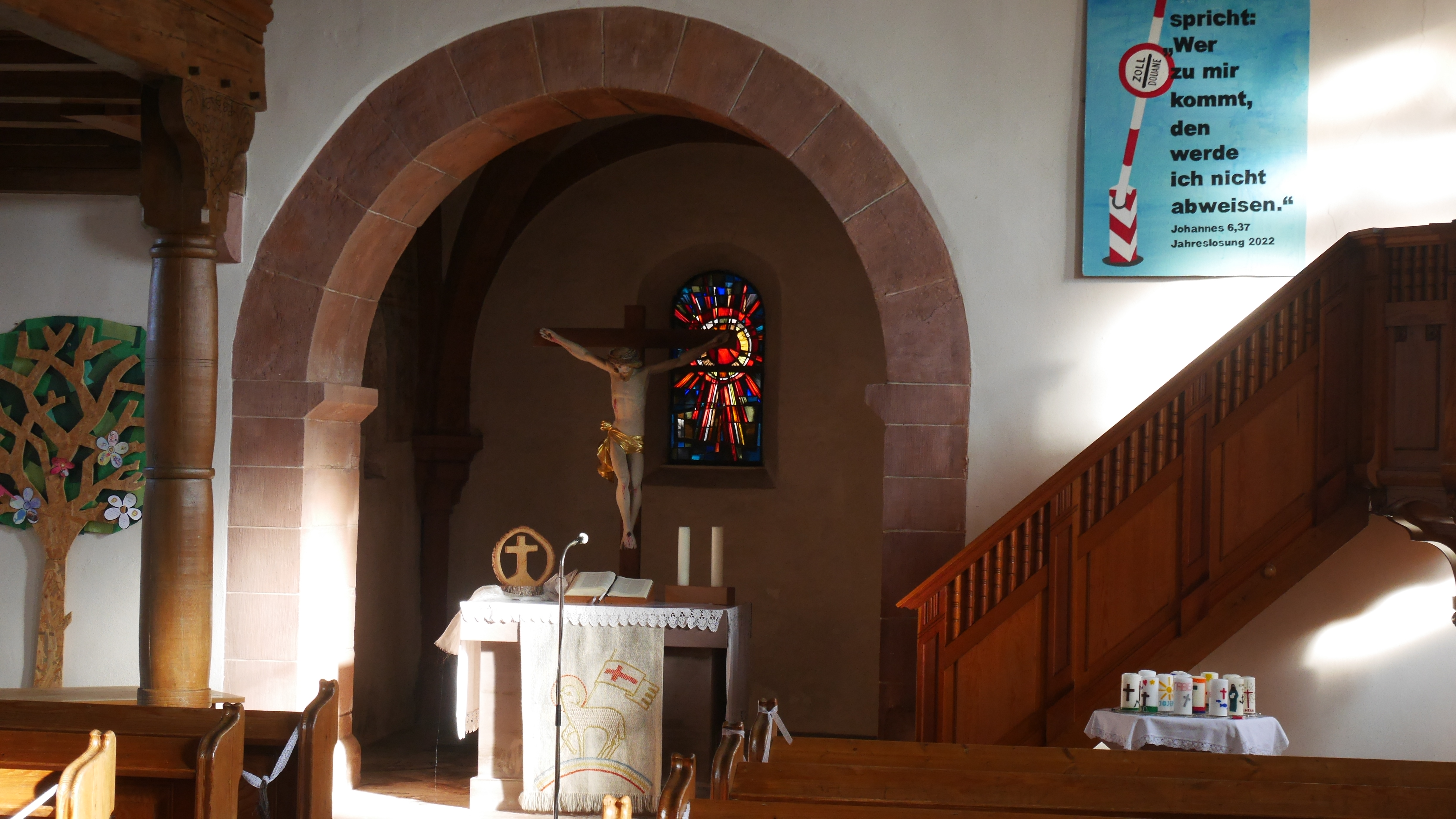
Chorbogen
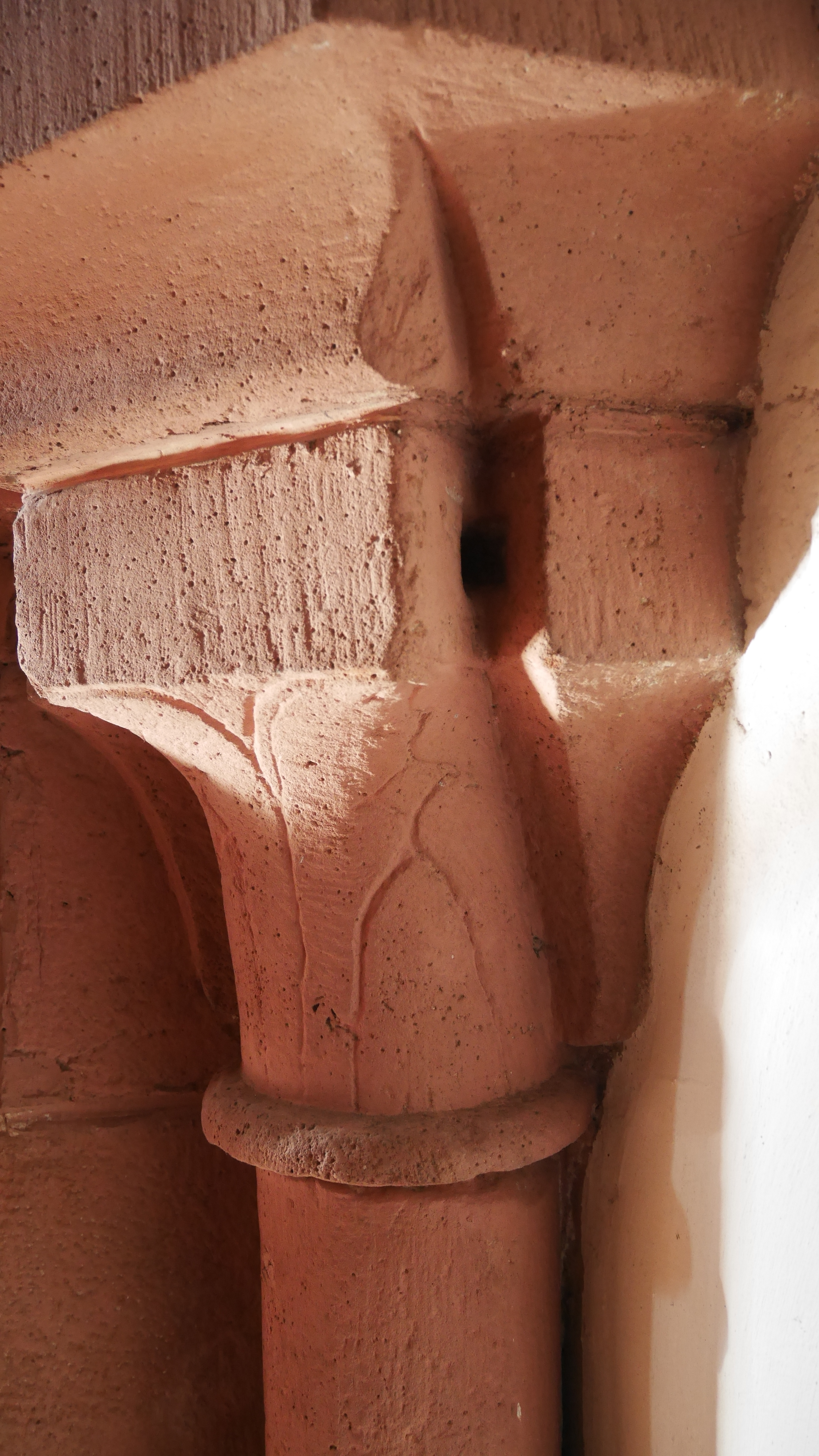
Chor Kapitell NW
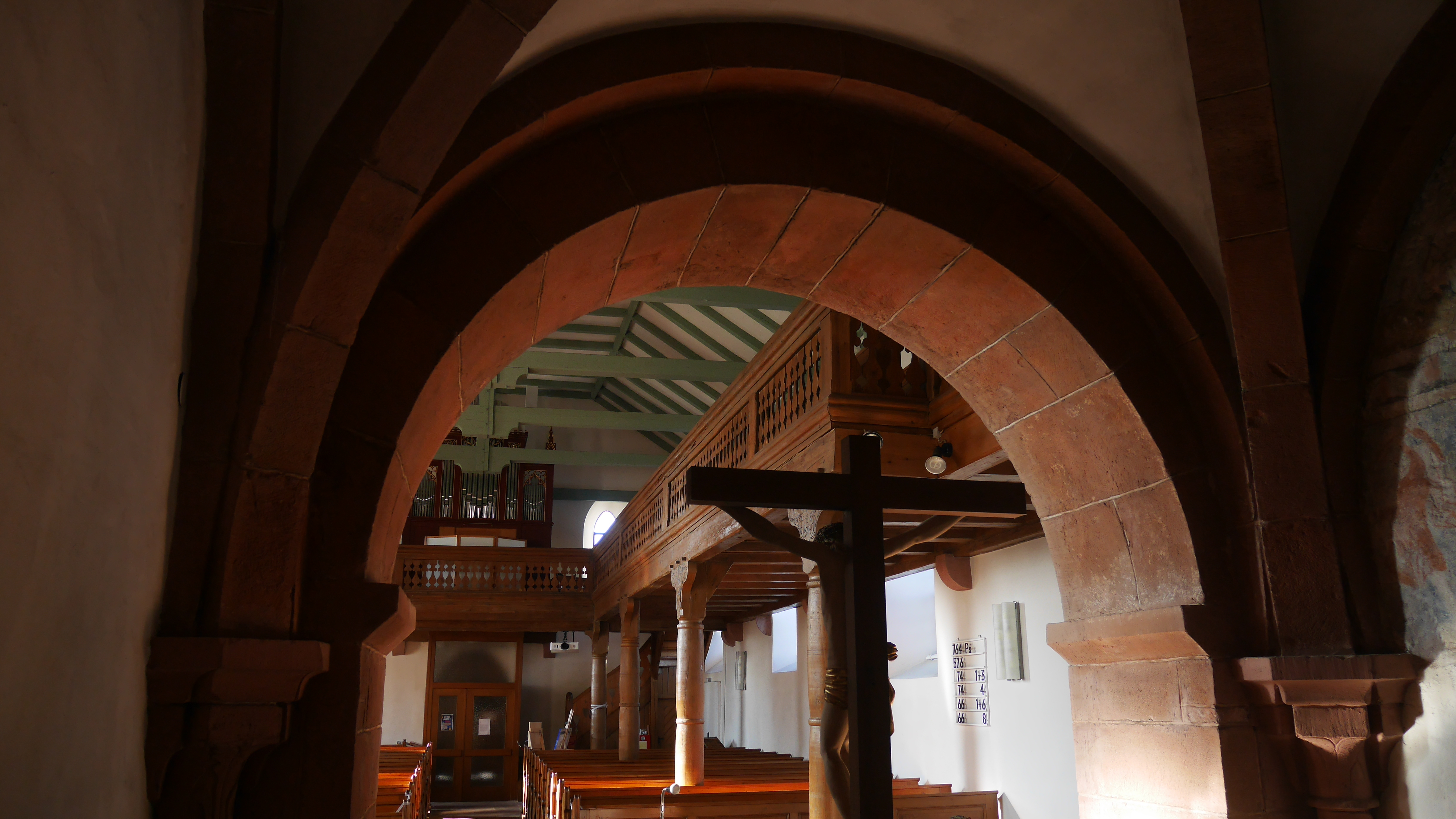
Blick ins Schiff

Die Südwand des Chores, bemalt mit einer Majestas Domini, und die Ostwand mit den vier Evangelistensymbolen wurden bei der Renovierung im Jahr 1903 verdorben. Die Malereien der Nordwand sind im ursprünglichen Zustand erhalten. Links und rechts von einem später eingebrochenen Fenster zeigt die Wand Gemälde in zwei Reihen. Die obere Reihe stellt die Verkündigung Mariä, die Geburt Christi und die Verkündigung der Hirten dar, die untere Reihe die Geißelung Christi und Kreuzabnahme mit der Schmerzensmutter. Alle Gemälde wurden 1966 von H. Manz aus Stuttgart restauriert.

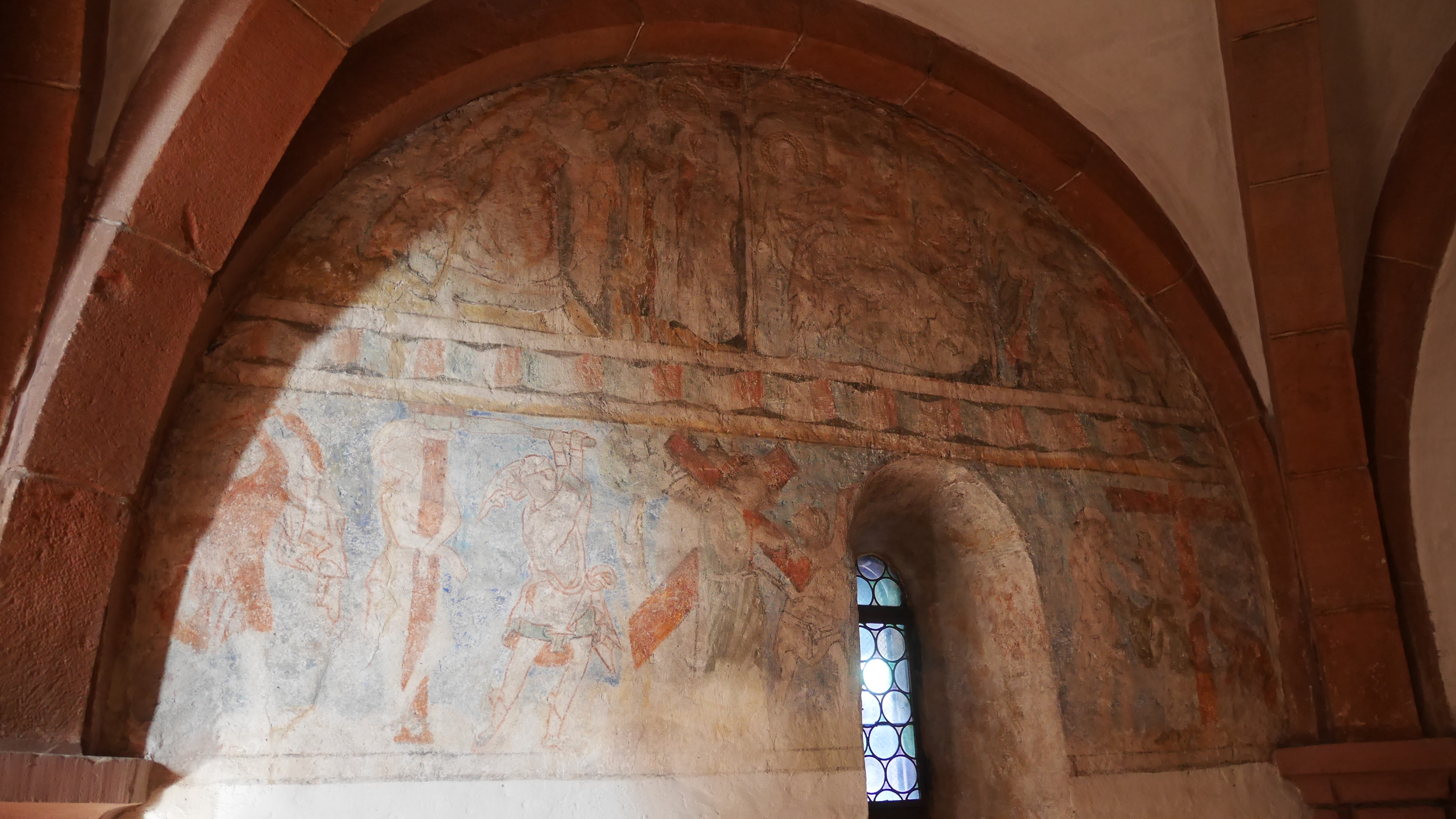
Chorwand Nord
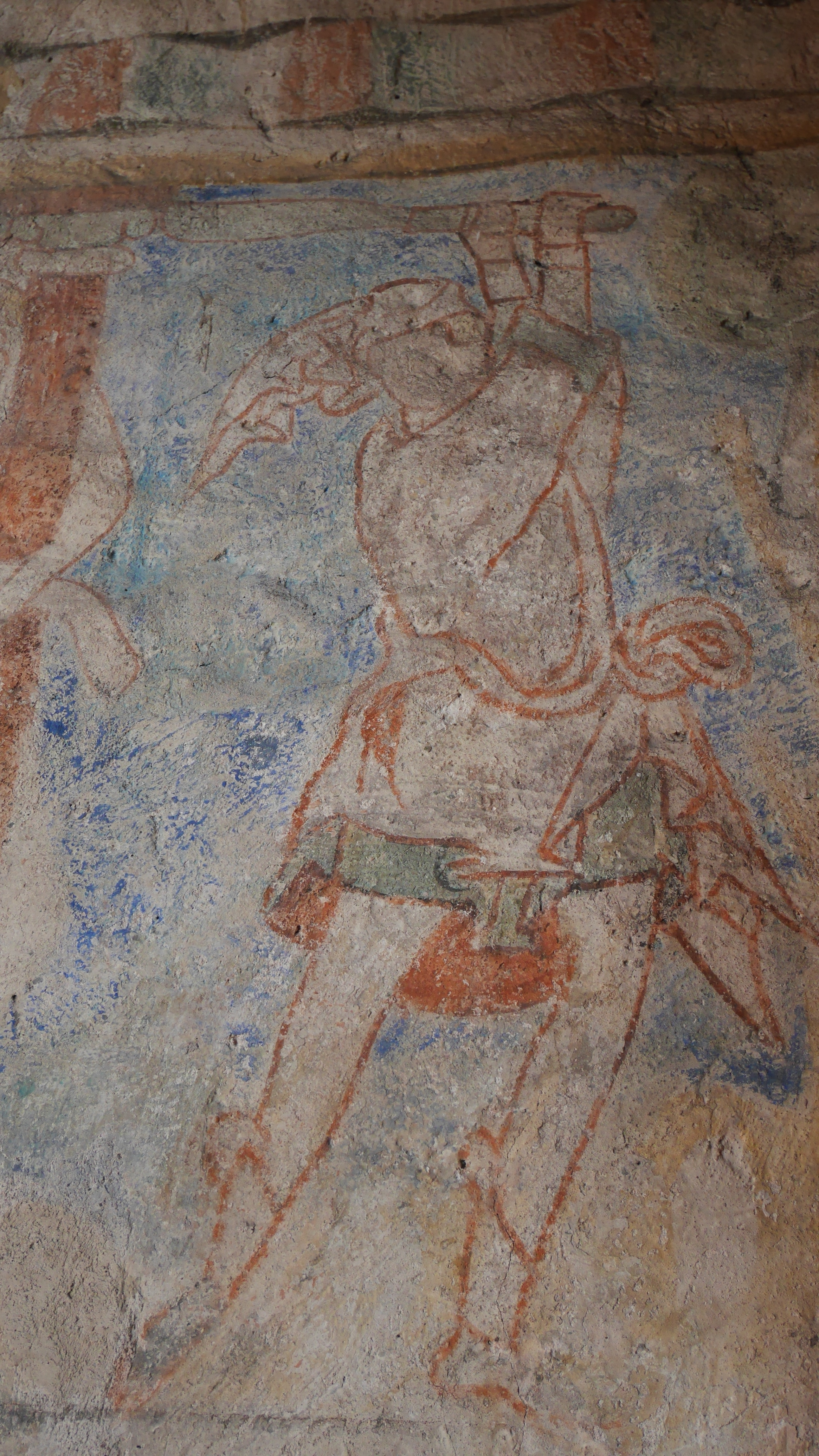
Detail Geißelung
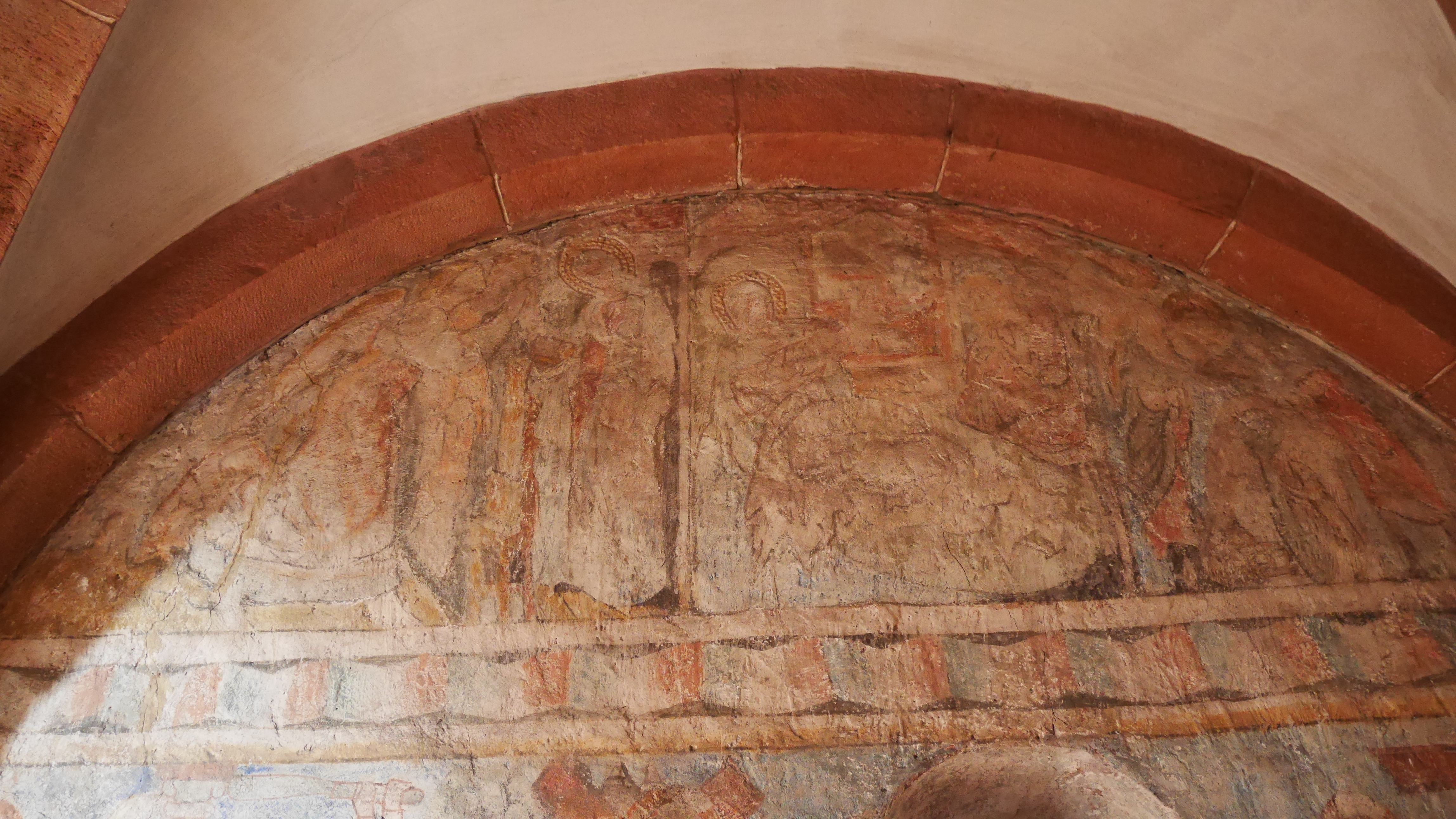
Stationen Mäander
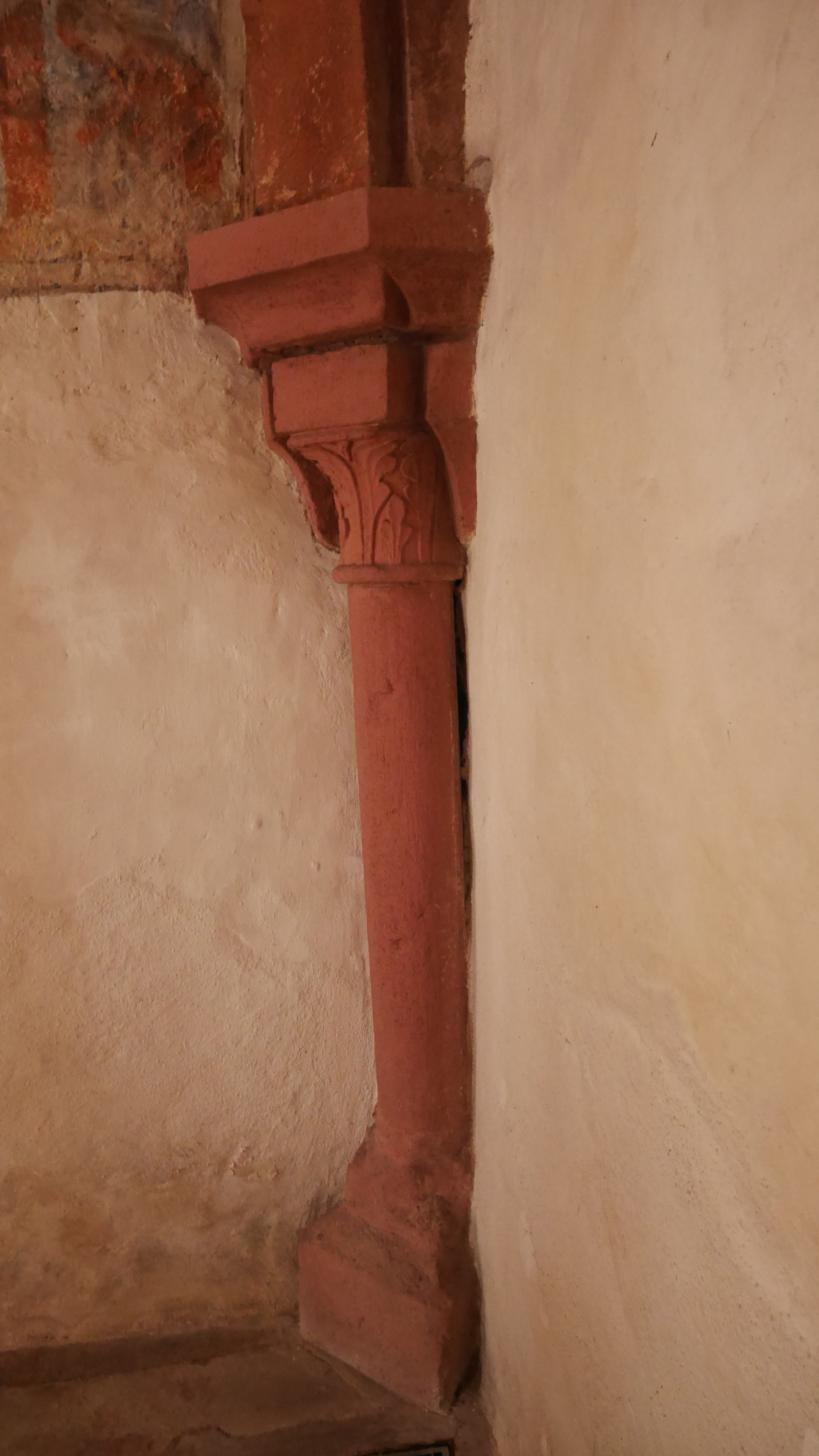
Chor Säule NO